# Iben Browning
Pour les articles homonymes, voir Browning.
Iben Browning est un climatologue et écrivain américain né le 9 janvier 1918 à Edna dans le Texas et mort le 18 juillet 1991 à Albuquerque au Nouveau-Mexique.